# Cuis

Cuis este o comună în departamentul Marne, Franța. În 2009 avea o populație de 404 de locuitori.